# Robert Mohr
Robert Mohr (Bisterschied, Palatinado Renano, 5 de abril de 1897 - Ludwigshafen am Rhein, 5 de febrero de 1977) fue un especialista de interrogatorio de la Geheime Staatspolizei (Gestapo). Encabezó la entonces comisión especial responsable de la búsqueda y arresto de los miembros de la Rosa Blanca, parte de la resistencia alemana al nazismo.

## Primeros años
Mohr nació en el año 1897 en Bisterschied en la región del Palatinado. Tenía otros cinco hermanos y tres hermanas. Estudió y completó su formación como sastre, pero nunca llegó a practicar la profesión. Sirvió en la Wehrmacht durante la Primera Guerra Mundial y fue condecorado con la Cruz de Hierro de segunda clase antes de renunciar en mayo de 1919. En octubre de 1919 Robert Mohr ingresó en la Policía Estatal de Baviera y en mayo de 1933 se afilió al Partido Nacionalsocialista Obrero Alemán. Desde 1938 trabajó para la Gestapo en Múnich.

## La Rosa Blanca
Entre el 18 y el 20 de febrero de 1943, Mohr interrogó a Sophie Scholl y obtuvo su confesión acerca de la distribución de panfletos en apoyo al movimiento de resistencia alemán "La Rosa Blanca". En 1951 Mohr desveló en un informe (Niederschrift) remitido a Robert Scholl, el padre de Sophie, que intentó salvar la vida de su hija tratando de que testificase contra su hermano Hans Scholl, diciendo que ella actuó bajo su mandato y que tenía opiniones políticas distintas a las de su hermano.
Sophie, sin embargo, rechazó por entonces dicha oferta y fue acusada de alta traición, desmoralización de las tropas en tiempo de guerra y apoyo al enemigo, siendo juzgada por ello junto con su hermano Hans Fritz Scholl y Christoph Hermann Ananda Probst ante el Volksgerichtshof; siendo condenada a muerte por el presidente del mismo, el Dr. Roland Freisler, por los delitos de los que fue acusada, junto con su hermano y Probst.

## Vida tardía
Después de que concluyese la investigación a la Rosa Blanca, Mohr se convirtió en el jefe de la oficina de la Gestapo en Mulhouse, en la parte ocupada de Alsacia. En 1947, tras la Segunda Guerra Mundial, fue encarcelado por los franceses aunque nunca fue juzgado por su trabajo en la Gestapo. Desde 1948 trabajó en un spa en Bad Dürkheim. Robert Mohr falleció en 1977 en Ludwigshafen.

## Filmografía
- Sophie Scholl – Los últimos días, dirigida por Marc Rothemund. En esta película Robert Mohr el papel de Mohr es interpretado por el actor Alexander Held.